# Voûte d'acier
Une voûte d'acier est un cérémonial par lequel la franc-maçonnerie accueille un dignitaire, un visiteur de marque, un président nouvellement installé, un conférencier ou un maçon que l'on souhaite installer.

## Dans l'histoire
Louis XVI est accueilli à l'hôtel de ville de Paris par une voûte d'acier d'officiers de la Garde nationale lors d'un épisode de la Révolution française, le 17 juillet 1789 après le rappel de Necker. Ce fut à l'hôtel de ville que La Fayette offrit la cocarde tricolore (appelée alors « cocarde royale et bourgeoise ») au roi, qui l'accepta, et approuva Bailly comme maire de Paris,,,. Cette scène historique a été transcrite en une peinture murale en 1887, par Jean-Paul Laurens, dans un salon de l'hôtel de ville, qui porte aujourd'hui son nom.

## Franc-maçonnerie
Les maçons situés aux premiers rangs forment une haie d'honneur et croisent leurs épées (tenues soit en main droite soit en main gauche, les usages varient suivant les obédiences) au-dessus de la tête du dignitaire. Cette voûte d'acier est le plus souvent accompagnée de maillets battants.
L'épée n'étant pas un outil du métier, il s'agit là d'un cérémonial d'inspiration probablement chevaleresque ou militaire. Le symbolisme de ce cérémonial est celui du métal, de l'épée et de la voûte.